# Heyou
Heyou, tidigare Tubecon Sverige, är en evenemangsrörelse som sedan 2016 arrangerar svenska event med fokus på sociala medier och influencers.

## Historik
Heyou var tidigare en del av Tubecon International, men har sedan 1 januari 2018 bytt namn till Heyou efter att licensavtalet med den internationella organisationen upphört.
Historien bakom Tubecon har sin början i Finland där varumärket grundades av de före detta filmproducenterna Risto Kuulasmaa och Jaakko Kievari. Första eventet gick av stapeln i Hartwall Arena i Helsingfors 2014. Eventet har sedan dess arrangerats en gång om året i samma lokaler.
Tubecon kom till Sverige drygt två år senare. Det första svenska eventet ägde rum i Stockholmsmässan den 6 januari 2016 och beskrevs som kaosartat i Aftonbladet. Under hösten 2016 samt våren och hösten 2017 turnerande eventet runt i Sverige. Turnén genomförde totalt 17 popup-liknande event i 15 olika städer med närmare 25 000 besökare och över 250 medverkande influencers. Några av de medverkande profilerna var Joakim Lundell, Tone Sekelius och Nathalie Danielsson.
Tubecon har även arrangerats i Madrid, Spanien. Enligt den internationella organisationen finns planer på att expandera till nya marknader.